# 1929 en Norvège
Chronologie de la Norvège
- 1925
- 1926
- 1927
- 1928
- 1929
- 1930
- 1931
- 1932
- 1933

Cet article présente les faits marquants de l'année 1929 en Norvège ou relatifs à la Norvège.

## Gouvernance
- Haakon VII est roi de Norvège.
- Johan Ludwig Mowinckel dirige le gouvernement.

## Événements
- Le Prix Nobel de la paix est décerné à Frank Billings Kellogg.
- En 1929, la Norvège s'empare de l'île Jan Mayen, proche du Groenland ainsi que, dans l'Antarctique, des îles Pierre-Ier et Bouvet[1].
- « La récession économique mondiale de 1929 a gravement touché la Norvège en raison de sa dépendance commerciale. »[2]

## Naissances
- Naissance en Norvège en 1929

## Décès
- Décès en Norvège en 1929